# شب‌دوست مالاوی
شب‌دوست مالاوی(نام علمی: Galago nyasae) نام یک گونه از سرده شب‌دوست کوچک است.